# Государственная корпорация
Госуда́рственная корпора́ция (ГК) — некоммерческая организация, учреждённая Российской Федерацией на основании федерального закона о её создании и на основе имущественного взноса и созданная для осуществления социальных, управленческих или иных общественно полезных функций.

## Определение
Согласно ФЗ «О некоммерческих организациях» государственная корпорация — это не имеющая членства некоммерческая организация, учреждённая Российской Федерацией на основе имущественного взноса и созданная для осуществления социальных, управленческих или иных общественно полезных функций.

## Особенности правового статуса
- ГК создается на основании федерального закона.
- Имущество, переданное Российской Федерацией в государственную корпорацию, является собственностью ГК, то есть не является государственной собственностью (этим ГК отличается от ФГУПов). Контроль за собственностью ГК осуществляется Счётной палатой Российской Федерации[1].
- ГК не отвечает по обязательствам Российской Федерации, а Российская Федерация не отвечает по обязательствам ГК, если законом, предусматривающим создание ГК, не предусмотрено иное.
- ГК отличается как от акционерных обществ с преобладающим государственным участием, так и от государственных унитарных предприятий: в частности, на ГК не распространяются положения о раскрытии информации, обязательные для публичных АО, а также действие закона о банкротстве; в отличие от ФГУП ГК выведены из-под контроля ряда государственных органов.
- На государственные корпорации не распространяются положения федерального закона № 127-ФЗ «О несостоятельности (банкротстве)». Но если госкорпорацией используется государственная земля, то формальные основания для осуществления контроля со стороны Счетной палаты имеются. Например: «контроль эффективности и соблюдения целевого использования государственной собственности (земельных участков), находящейся в пользовании ГК…» Кроме того, статья 12 Федерального закона «О Счетной палате Российской Федерации» в сферу контрольных полномочий включает организации, в части предоставленных им налоговых, таможенных и иных льгот и преимуществ. Порядок формирования госкорпорации, то есть имущественный взнос Российской Федерации и есть то преимущество, на основании которого указанные организации подлежат контролю со стороны Счетной палаты РФ. Предмет контроля — эффективность управления имущественным взносом Российской Федерации.
- На государственные корпорации распространяются положения федерального закона от 18.07.2011 N 223-ФЗ «О закупках товаров, работ, услуг отдельными видами юридических лиц».
- Контроль за деятельностью ГК осуществляется Правительством РФ на основе ежегодного представления корпорацией годового отчёта, аудиторского заключения по ведению бухгалтерского учёта и финансовой (бухгалтерской) отчетности, а также заключения ревизионной комиссии по результатам проверки финансовой (бухгалтерской) отчетности и иных документов корпорации. Любые другие федеральные органы государственной власти, органы государственной власти субъектов Российской Федерации, органы местного самоуправления не вправе вмешиваться в деятельность корпораций. ГК не обязана публиковать указанную отчетность.
- Особенности правового статуса госкорпорации, в том числе порядок назначения руководителя, устанавливаются законом, предусматривающим создание государственной корпорации (согласно большинству такого рода законов руководитель ГК назначается Президентом РФ).

Во второй половине 2007 года ускорился процесс создания различных государственных корпораций; в частности, создавались или планировались к созданию госкорпорации «Фонд содействия реформированию жилищно-коммунального хозяйства», «Ростехнологии», «Роснанотех», «Олимпстрой». В форме ГК создан Банк развития и «Агентство по страхованию вкладов». Ряд чиновников и политиков высказались за создание госкорпораций в сфере рыболовства, жилищного строительства, дорожного строительства, лекарственного обеспечения, станкостроения. В то же время государственные «Объединённая авиастроительная корпорация», «Объединённая судостроительная корпорация» и Объединённая двигателестроительная корпорация созданы в форме АО, а не ГК.

## Список госкорпораций России
| Название | Федеральные законы, определяющие правовой статус | Руководитель | Примечания |
| --- | --- | --- | --- |
| Государственная корпорация «Агентство по страхованию вкладов»                                                                    | Федеральный закон от 23 декабря 2003 г. № 177-ФЗ «О страховании вкладов физических лиц в банках Российской Федерации»                                                        | Генеральный директор — Мельников Андрей Геннадьевич (назначен советом директоров Агентства в январе 2022 г.) | В целях обеспечения функционирования системы страхования вкладов Агентство осуществляет выплату вкладчикам возмещения по вкладам физических лиц, включая индивидуальных предпринимателей, а также юридических лиц отдельных категорий при наступлении страхового случая в отношении банка — участника системы страхования вкладов; ведет реестр банков — участников системы страхования вкладов; контролирует формирование фонда страхования вкладов, в том числе за счет взносов банков; управляет средствами фонда страхования вкладов.                              |
| Государственная корпорация развития «ВЭБ.РФ»                                                                                     | Федеральный закон от 17 мая 2007 г. № 82-ФЗ «О государственной корпорации развития „ВЭБ.РФ“»                                                                                 | Председатель — Шувалов Игорь Иванович (назначен Указом Президента Российской Федерации № 259 от 24.05.2018) | |
| Государственная корпорация «Роснано» (до 2011 года).                                                                             | Федеральный закон от 19 июля 2007 г. № 139-ФЗ «О Российской корпорации нанотехнологий»                                                                                       | Генеральные директора: - Меламед Леонид Борисович (назначен Указом Президента Российской Федерации от 7 сентября 2007 г. № 1152, освобожден от должности Указом Президента Российской Федерации от 22 сентября 2008 г. № 1400) - Чубайс Анатолий Борисович (назначен Указом Президента Российской Федерации от 22 сентября 2008 г. № 1401) | Согласно распоряжению Правительства Российской Федерации от 17 декабря 2010 года № 2287-p Российская корпорация нанотехнологий первой из государственных корпораций завершила реорганизацию и с 11 марта 2011 года перерегистрирована в открытое акционерное общество «Роснано». На данный момент не является государственной корпорацией. |
| Государственная корпорация — Фонд содействия реформированию жилищно-коммунального хозяйства                                      | Федеральный закон от 21 июля 2007 г. № 185-ФЗ «О Фонде содействия реформированию жилищно-коммунального хозяйства»                                                            | Генеральный директор — Цицин Константин Георгиевич (назначен распоряжением Правительства Российской Федерации от 29 октября 2007 г. № 1519-р) | Изначально предполагалось завершить работу Фонда к 1 января 2013 года, однако согласно Федеральному закону от 25 декабря 2012 года № 270-ФЗ она продлена до 1 января 2016 года, а согласно Федеральному закону от 23 июля 2013 года № 240-ФЗ она продлена до 1 января 2018. Закон от 30 октября 2017 года № 311-ФЗ продлил срок работы корпорации до 1 января 2019 года. 28 ноября 2018 года подписал закон, продлевающий работу фонда до 1 января 2026 года. |
| Государственная корпорация по строительству олимпийских объектов и развитию города Сочи как горноклиматического курорта          | Федеральный закон от 30 октября 2007 г. № 238-ФЗ «О Государственной корпорации по строительству олимпийских объектов и развитию города Сочи как горноклиматического курорта» | Президенты: - Вайншток Семен Михайлович (назначен распоряжением Правительства Российской Федерации от 3 ноября 2007 г. № 1544-р, освобожден от должности распоряжением Правительства Российской Федерации от 17 апреля 2008 г. № 508-р) - Колодяжный Виктор Викторович (назначен распоряжением Правительства Российской Федерации от 17 апреля 2008 г. № 509-р, освобожден от должности распоряжением Правительства Российской Федерации от 6 июня 2009 г. № 764-р) - Боллоев Таймураз Казбекович (назначен распоряжением Правительства Российской Федерации от 6 июня 2009 г. № 765-р, освобожден от должности распоряжением Правительства Российской Федерации от 31 января 2011 г. № 97-р) - Гапликов Сергей Анатольевич (назначен распоряжением Правительства Российской Федерации от 31 января 2011 г. № 98-р, освобожден от должности распоряжением Правительства Российской Федерации от 1 сентября 2014 г. № 1674-р) | Организация прекратила свою деятельность после решения уставных задач по организации и проведению XXII Олимпийских зимних игр и XI Паралимпийских зимних игр 2014 года в городе Сочи, в соответствии с Федеральным законом от 21 июля 2014 г. № 210-ФЗ «О ликвидации Государственной корпорации по строительству олимпийских объектов и развитию города Сочи как горноклиматического курорта, внесении изменений в Кодекс Российской Федерации об административных правонарушениях и признании утратившими силу отдельных законодательных актов Российской Федерации». |
| Государственная корпорация по содействию разработке, производству и экспорту высокотехнологичной промышленной продукции «Ростех» | Федеральный закон от 23 ноября 2007 г. № 270-ФЗ «О Государственной корпорации „Ростехнологии“»                                                                               | Генеральный директор — Чемезов Сергей Викторович (назначен Указом Президента Российской Федерации от 26 ноября 2007 г. № 1575) | |
| Государственная корпорация по атомной энергии «Росатом»                                                                          | Федеральный закон от 1 декабря 2007 г. № 317-ФЗ «О Государственной корпорации по атомной энергии „Росатом“»                                                                  | Генеральный директор — Лихачёв Алексей Евгеньевич (назначен Указом Президента Российской Федерации от г. №) | В ноябре 2011 года Правление Росатом одобрило стратегию Росатома до 2030 года. Согласно обновленной стратегии, взят новый курс: «Стратегическая цель Росатома — глобальное технологическое лидерство. На это направлены основные ресурсы отрасли» (руководитель блока стратегии и инвестиций Росатома Игорь Караваев). |
| Государственная корпорация по космической деятельности «Роскосмос»                                                               | Федеральный закон Российской Федерации от 13 июля 2015 г. N 215-ФЗ | Генеральный директор — Борисов Юрий Иванович (назначен указом Президента Российской Федерации от 15 июля 2022) | |

## История
Организационно-правовая форма «государственной корпорации» в российском законодательстве появилась в 1999 году. В мае 2007 года в законодательство были внесены серьёзные изменения, которые в каждом конкретном случае предоставляли им особые полномочия и особые условия работы.
В феврале 2008 года председатель Комитета по промышленной политике Совета Федерации Валентин Завадников указал на целый ряд проблем, связанных с законодательством о госкорпорациях:
Рассматривая саму сущность понятия «государственная корпорация», необходимо отметить, что оно не упоминается в Гражданском кодексе РФ, а его появление воспринимается специалистами по гражданскому праву как «размывание» системы правового регулирования некоммерческих юридических лиц и принципа верховенства права.
… Вместо отделения государственного аппарата от экономики происходит превращение целых сегментов исполнительной власти в особые виды экономической деятельности, основанной на эксплуатации властных полномочий. Вместо «повышения конкурентоспособности России на мировой арене» данное направление законотворчества будет означать осознанную попытку архаизации российского государства".
Следует упомянуть о существовании ФГУП «Государственная корпорация по организации воздушного движения в Российской Федерации», образованного постановлением правительства для целей обеспечения безопасности и регулярности полетов гражданской авиации, формирования единой хозяйственной системы организации воздушного движения. Иначе говоря, название «государственная корпорация» применимо только к организации, созданной в силу отдельного федерального закона и в организационно-правовой форме некоммерческой организации.
В марте 2009 года Президентский совет по кодификации и совершенствованию гражданского законодательства предлагал упразднить госкорпорации как форму юридических лиц, предлагая преобразовать их в иные формы юридических лиц, не обладающие специальным статусом и особыми привилегиями.
7 августа 2009 года Дмитрий Медведев поручил генпрокурору Юрию Чайке и начальнику своего контрольного управления Константину Чуйченко провести проверку финансовой деятельности госкорпораций и представить предложения о целесообразности дальнейшего использования такой организационно-правовой формы.
12 ноября 2009 года президент России Д. А. Медведев в своём послании Федеральному собранию заявил, что считает форму госкорпорации в современных условиях в целом бесперспективной. По мнению Медведева, госкорпорации, «которые имеют определённые законом временные рамки работы, должны по завершении их деятельности быть ликвидированы, а те, которые работают в коммерческой, в конкурентной среде, должны быть со временем преобразованы в акционерные общества, контролируемые государством».